# ستيفن ماغيري
ستيفن ماغيري (بالإنجليزية: Stephen Maguire)‏ هو لاعب سنوكر بريطاني، ولد في 13 مارس 1981 في غلاسكو في المملكة المتحدة.

## وصلات خارجية
- ستيفن ماغيري على موقع CueTracker.net (الإنجليزية)
- ستيفن ماغيري على موقع بطولة العالم للسنوكر (الإنجليزية)
- ستيفن ماغيري على موقع اللجنة الأولمبية الصينية (الإنجليزية)

- الموقع الرسمي